# Georges Mouriquand
 (juillet 2014).
Si vous disposez d'ouvrages ou d'articles de référence ou si vous connaissez des sites web de qualité traitant du thème abordé ici, merci de compléter l'article en donnant les références utiles à sa vérifiabilité et en les liant à la section « Notes et références ».
Pour les articles homonymes, voir Mouriquand.
Georges Mouriquand né le 18 juin 1880 à Beaufort-sur-Gervanne, et, mort le 23 septembre 1966  dans le 1er arrondissement de Lyon, est un pédiatre français, qui contribua notablement à la diffusion des idées pastoriennes.

## Biographie

### Les études
Né dans la Drôme à Beaufort sur Gervanne, région qui fut profondément bouleversée par la maladie du ver à soie, trop tard diagnostiquée par Louis Pasteur, Georges Émile Jean Achille Paul Mouriquand, quitte son village successivement pour Valence, puis pour Lyon où il devient pédiatre, de grande renommée au fil des années.

### Les travaux
Dans le droit fil de toute l'école marquée par l'influence de Pasteur, il va s'intéresser aux carences vitaminiques chez l'enfant, à la diététique de l'enfant et enfin à la tuberculose chez l'enfant. Accessoirement, il s'intéresse aux effets des conditions météorologiques sur le comportement des nouveau-nés.  Il devient chef de service de pédiatrie à l'hôpital Edouard Herriot de Lyon, le principal de la ville. Il est membre correspondant de l'Académie de Médecine. Un certain nombre de ces travaux seront conduits en collaboration avec sa fille le Dr. Violette Edel. Il sera fréquemment amené à se rendre en différentes régions du monde pour défendre ses idées dans des congrès. 
Passionné de peinture et de littérature, Georges Mouriquand entretiendra des rapports amicaux avec de nombreux artistes et sera un grand bibliophile.

## Publications
- Recherches sur le diagnostic de la broncho-pneumonie tuberculeuse infantile, A. Storck, 1906
- La Maladie de Heine-Médin et système nerveux végétatif (avec Paul Sedallian, Georges Morin et Jean Dechaume), Presse Médicale, Masson, 1930
- Les Diétotoxiques, Presse Médicale, Masson, 1926
- Précis de diététique et des maladies de la nutrition chez l'enfant et chez l'adulte, G. Doin, 1926
- Valeur sémiologique de l'ombre radiologique "en casque" dans les pneumopathies du nourrisson (avec Paul Bertoye et Marcel Bernheim), Presse Médicale, Masson, 1926
- L'Adrénaline virtuelle (avec Albert Leulier et Louis Revol), Presse Médicale, Masson, 1927 (republié en 1934 par la Revue française d'endocrinologie)
- Météoropathologie et dystrophies infantiles. Coup de chaleur et choc hygrométrique (avec Roger Charpentier), Presse Médicale, Masson, 1928
- Les enfants mal alimentés, l'Expansion scientifique française, 1929
- Précis de médecine infantile (avec Edmond Weill), G. Doin, 1929 (publié en 5 éditions jusqu'en 1950)
- L'Insuline peut guérir la cachexie parkinsonnienne, conséquence du surmenage musculaire qu'entraîne l'état dystasique (avec Jules Froment), Masson, 1929
- Recherches sur les fixateurs du calcium. L'Hélistérine irradiée et son pouvoir antirachique (avec  Albert Leulier), Masson, 1929
- Sur les états de précarence, Presse Médicale, Masson, 1930
- Clinique et météorologie, Masson, 1932
- Hypertrophie du thymus et états thymo-lymphatiques (avec Marcel Bernheim),  Impr. du Palais, La Presse Médicale Illustrée, 1932
- Les Petits hépatiques inassimilateurs,  G. Doin, 1932
- L'Encéphalite aiguë dans la pneumonie infantile (à propos de deux observations) (avec Marcel Bernheim et Jean Boucomont), Presse Médicale, Masson, 1933
- Recherches sur les diéto-toxiques. L'équilibre alimentaire et la protection osseuse et hépatique, en particulier dans l'emploi de l'huile de foie de morue (avec Marcel Bernheim), G. Doin, 1933
- Les Facteurs de révélation dans les dystrophies inapparentes, Presse Médicale, Masson, 1934
- Les Facteurs endocriniens dans le rhumatisme chronique progressif généralisé, Impressions réunies, Chambéry, 1934
- Syndromes météoropathologiques et inadaptés urbains (avec P Josserand), Impr. Deslis, Masson, 1935
- Le Diabète infantile. Etiologie, symptômes, diététique, insulinothérapie (avec Georges Charleux), Impr. du Palais, La Presse Médicale Illustrée, 1936
- Sur la "spécificité" du lait de femme, Presse Médicale, Masson, 1941
- Diétotoxiques et carences alimentaires, Presse Médicale, Masson, 1942
- Vitamines et carences alimentaires, Paris, Albin Michel, coll. « Sciences d'aujourd'hui », 1942
- L'Activité musculaire devant les régimes normaux et carencés, recherches expérimentales (avec Joseph Coisnard), Presse Médicale, Masson, 1942
- Paravitaminoses et vitaminothérapie, Masson, 1942
- Hormones et vitamines sur l'antagonisme thyroxine-vitamine B I (avec Violette Edel et Joseph Coisnard), Presse Médicale, Masson, 1943
- Intoxication par "l'Œuf de Boa" au dinitrobenzène des pochettes-surprises, à propos de 7 cas (avec Maurice Pont), Presse Médicale, Masson, 1943
- Mort brusque ou rapide dans les carences alimentaires et chronexie vestibulaire, recherches expérimentales (avec Violette Edel et Joseph Coisnard), Masson, 1943
- Le Pain et la vitamine B (avec Violette Edel et Joseph Coisnard), Masson, 1943
- Vitaminothérapie expérimentale [Texte imprimé], action d'une dose unique et forte et de doses moyennes et espacées d'acide ascorbique sur l'évolution de l'avitaminose (avec Violette Edel), Presse Médicale, Masson, 1943
- Vade-mecum de thérapeutique infantile (avec Didier Dechavanne), G. Doin, 1949 (publié en 5 éditions jusqu'en 1963)
- Pneumonie et pneumopathies aiguës de l'enfant (avec Jacques Savoye), Vigot frères, 1950